# 김자영 (1983년)
김자영(1983년 ~ )은 대한민국의 모델이다.

## 패션쇼
- 2023년 좋은날 눈부시게 신년한복패션쇼
- 2023년 신일모피쇼

## CF
- 2023년 메디테라피

## 수상
- 2022년 국제외교문화홍보대사 보미건설상
- 2022년 한류홍보미인 眞
- 2022년 미시즈그린인터내셔널 한국대표선발전 美
- 2022년 대한민국 국가대표 모델 선발대회 더스타지오상
- 2023년 (주) 데이터자산공제회 표창장
- 2023년 (사) K-POP FESTIVAL 세계연맹 마케팅위원장